# Nicolas Prosper Bauyn d'Angervilliers
Nicolas Prosper Bauyn d'Angervilliers, signore di Angervilliers (Parigi, 15 gennaio 1675 – Parigi, 15 febbraio 1740), è stato un politico e nobile francese.

## Biografia
Figlio di Prosper Bauyn, signore di Angervilliers e maestro di camera del re, e di sua moglie Gabrielle Choart de Busenval, Nicolas-Prosper Bauyn d'Angervilliers divenne consigliere del parlamento nel 1692.
Il 14 giugno 1694, sposò Anne de Maupeou nella chiesa di Saint-Eustache a Parigi. Maestro delle richieste nel 1697, divenne intendente generale di Alençon (1702-1705), poi intendente del Delfinato (1705-1716), dell'Alsazia (1716-1724) e infine di Parigi (1724-1728). In quanto amministratore esperto, il cardinale de Fleury gli affidò il segretariato di stato per la guerra alla morte di Claude Le Blanc. In questa posizione seguitò, come il suo predecessore, a riorganizzare la gendarmeria, ed avviò i preparativi per la partecipazione della Francia alla guerra di successione polacca. Per non dipendere più dalle importazioni di armi (in particolare spade e baionette), Luigi XV lo incaricò di realizzare la costruzione di una manifattura francese di armi bianche, che fu avviata a Klingenthal, in Alsazia, nel 1730.
Morì a Parigi il 15 febbraio 1740.